# Corymbia citriodora
Corymbia citriodora, conhecido globalmente como eucalipto-limão e no Brasil também como eucalipto-cheiroso ou eucalipto-cidró, é uma espécie de árvore de grande porte, endêmica de florestas abertas em Queensland, nordeste da Austrália. É célebre mundialmente por seu tronco elegante, liso e pálido, e pelo penetrante aroma de limão de suas folhas, que a torna a principal fonte natural do composto citronelal.
Com uma complexa história taxonômica que a moveu do gênero Eucalyptus para Corymbia, a espécie é um pilar da silvicultura mundial. Seu rápido crescimento, madeira de altíssima densidade e durabilidade, e o valor de seu óleo essencial para as indústrias de perfumaria e de repelentes de insetos, a estabeleceram como uma das árvores de plantio mais importantes economicamente em zonas tropicais e subtropicais, com destaque para as vastas plantações no Brasil e na China.

## História, Taxonomia e Filogenia

### Descoberta e Classificação
A espécie foi primeiramente descrita para a ciência pelo botânico inglês William Jackson Hooker em 1848, que a nomeou Eucalyptus citriodora. A descrição foi baseada em espécimes coletados durante a expedição de Sir Thomas Mitchell ao interior da Austrália tropical e foi publicada no diário da expedição.
Por quase 150 anos, a espécie foi solidamente mantida no gênero Eucalyptus. Contudo, estudos morfológicos e genéticos nas décadas de 1980 e 1990 revelaram diferenças fundamentais entre grupos de eucaliptos. Em 1995, os botânicos australianos Ken Hill e Lawrie Johnson publicaram uma revisão monumental que elevou o subgênero Corymbia ao status de gênero. Eles justificaram a separação com base em características consistentes, como as inflorescências em corimbo (em oposição às umbelas de Eucalyptus), a estrutura da casca e sementes, e evidências de DNA. E. citriodora foi, então, formalmente transferida, tornando-se Corymbia citriodora.

### Relações Filogenéticas
C. citriodora pertence à série Maculatae, conhecida como "spotted gums" (gomas manchadas). Este grupo inclui duas outras espécies muito próximas:
- Corymbia maculata: Ocorre mais ao sul, em Nova Gales do Sul e Victoria. É morfologicamente muito similar, mas não possui o forte aroma de limão.
- Corymbia henryi: Possui uma distribuição restrita entre as áreas de C. citriodora e C. maculata. Apresenta folhas e frutos maiores.

A distinção entre essas espécies foi, por vezes, controversa. C. citriodora já foi considerada uma subespécie ou variedade de C. maculata. Hoje, análises genéticas confirmam que são linhagens distintas, embora a hibridização possa ocorrer onde suas distribuições se sobrepõem. Outro táxon, Corymbia variegata, anteriormente considerado um sinônimo, é agora frequentemente reconhecido como uma espécie distinta, representando as populações do sul de C. citriodora.

## Etnobotânica
Os povos aborígenes da Austrália, em particular os de Queensland, tinham um profundo conhecimento da flora local. As folhas esmagadas de C. citriodora eram usadas topicamente como um cataplasma para aliviar dores musculares e articulares. A inalação do vapor das folhas em água quente era um remédio tradicional para congestão nasal e problemas respiratórios. O forte aroma também servia como um repelente de insetos rudimentar, com as folhas sendo esfregadas na pele ou queimadas em fogueiras para afastar mosquitos. A madeira, por sua dureza, era ocasionalmente utilizada para a fabricação de ferramentas e artefatos.

## Descrição Botânica Detalhada
C. citriodora é uma árvore perenifólia de grande porte, atingindo de 25 a 40 metros, com espécimes em sítios favoráveis ultrapassando os 50 metros. Possui fuste (tronco) notavelmente reto e cilíndrico, com dominância apical forte, e uma copa aberta e pendular. A base do tronco contém um lignotúber, um órgão de reserva que permite a rebrota vigorosa após corte ou incêndio, uma adaptação crucial para a silvicultura de curta rotação.
- Ritidoma (Casca): A casca é lisa em toda a árvore (leptofloia), decorticante em finas lâminas. Sua superfície pode ser pulverulenta ou cerosa, e a cor é uma de suas características mais distintivas, variando do branco-creme ao cinza-claro, mas frequentemente adquirindo manchas e tonalidades de rosa, salmão, cobre ou azul-acinzentado ao longo do ano. Esta textura e cor conferem-lhe alto valor ornamental.[9]
- Folhagem: Apresenta acentuada heterofilia.
  - Folhas juvenis: Opostas nos primeiros pares, depois alternadas, pecioladas, e de formato ovado a amplamente lanceolado. São grandes (até 21x8 cm), de cor verde-clara e, crucialmente, cobertas por pelos glandulares eriçados (setas), que já liberam o odor cítrico.[6]
  - Folhas adultas: Alternadas, com pecíolos de 1 a 2.5 cm, e lâmina foliar lanceolada a falcada (curvada), medindo de 10 a 23 cm de comprimento por 1 a 3.5 cm de largura. São de cor verde a ligeiramente acinzentada, com nervuras intramarginais bem definidas. A densidade de glândulas de óleo é extremamente alta.[9]
- Inflorescência e Flores: As flores surgem em inflorescências terminais compostas, em corimbos de 3 a 5 umbelas, cada uma contendo 3 flores. Os botões florais são piriformes (formato de pera), medindo 7–10 mm, com um opérculo hemisférico. As flores, que surgem na primavera e verão, são brancas, com numerosos estames que lhes dão uma aparência felpuda.[9]
- Fruto e Semente: O fruto é uma cápsula lenhosa, deiscente, com formato de urna ou barril, medindo 10–15 mm x 8–12 mm. As válvulas são profundamente inseridas na cápsula. As sementes férteis são elípticas e achatadas, de cor marrom-avermelhada, e são liberadas quando a cápsula seca.[10]

## Fitoquímica do Óleo Essencial

### Composição e Quimiotipos
O óleo essencial de C. citriodora é um dos mais estudados e quimicamente distintos entre os eucaliptos. Sua composição é dominada por um único monoterpenoide, o citronelal.
| Composto   | Fórmula Química | Classe                | Concentração Típica (%) |
| ---------- | --------------- | --------------------- | ----------------------- |
| Citronelal | C₁₀H₁₈O         | Aldeído monoterpênico | 80 – 95%                |
| Citronelol | C₁₀H₂₀O         | Álcool monoterpênico  | 1 – 5%                  |
| Isopulegol | C₁₀H₁₈O         | Álcool monoterpênico  | 0.5 – 4%                |
| α-pineno   | C₁₀H₁₆          | Monoterpeno           | < 1%                    |
| β-pineno   | C₁₀H₁₆          | Monoterpeno           | < 1%                    |

Estudos revelam que o citronelal em C. citriodora é predominantemente o enantiômero (+)-citronelal (também conhecido como (R)-citronelal), que é responsável pelo aroma característico e é o precursor direto para a síntese do PMD.

### Biossíntese do Citronelal
O citronelal, como outros monoterpenos, é sintetizado na planta através da via do metileritritol fosfato (MEP), que ocorre nos plastídeos das células das folhas. A rota simplificada é:
1.  Moléculas de piruvato e gliceraldeído-3-fosfato (produtos da glicólise) entram na via MEP.
2.  Após uma série de reações, formam-se as unidades básicas de isopreno de 5 carbonos: pirofosfato de isopentenila (IPP) e seu isômero, pirofosfato de dimetilalila (DMAPP).
3.  Uma molécula de IPP e uma de DMAPP são condensadas para formar o pirofosfato de geranila (GPP), um precursor de 10 carbonos.
4.  O GPP é o ponto de partida para a síntese de quase todos os monoterpenos. Enzimas especializadas (terpeno sintases) convertem o GPP em uma variedade de estruturas, incluindo, no caso de C. citriodora, o citronelal.

## Ecologia e Distribuição Natural
A espécie é endêmica de Queensland, Austrália, ocorrendo em duas populações principais separadas por cerca de 300 km:
1.  População Norte: Nas terras altas da Atherton Tableland e na Península do Cabo York, em altitudes de 450 a 1000 m.
2.  População Sul: Numa faixa costeira e sub-costeira que se estende de Maryborough a Mackay, em altitudes de 70 a 400 m.
Habita florestas abertas altas e bosques de vegetação esclerófila, em solos de fertilidade baixa a média. O clima de sua área de ocorrência é subtropical a tropical úmido/subúmido, com precipitação anual entre 650 e 1600 mm, concentrada no verão. A temperatura média do mês mais quente varia de 30 a 32 °C e do mês mais frio, de 9 a 12 °C. Embora tolere secas sazonais prolongadas, é vulnerável a geadas intensas.

## Proveniências e Melhoramento Genético
Como uma espécie de ampla distribuição natural, C. citriodora exibe considerável variação genética entre suas populações (procedências). Estudos de procedência são cruciais para selecionar o material genético ideal para plantações.
- Procedências do Norte (ex: Atherton):Geralmente apresentam maior teor de óleo essencial e citronelal.
- Procedências do Sul (ex: Maryborough, Mackay): Tendem a apresentar crescimento mais rápido, melhor forma do fuste e maior volume de madeira.

Programas de melhoramento genético no Brasil, Austrália e África do Sul focam na hibridização e seleção de clones que combinem as melhores características. A hibridização com C. torelliana (para resistência a doenças) e com C. maculata (para adaptação e crescimento) tem gerado clones de altíssima produtividade.

## Silvicultura e Manejo

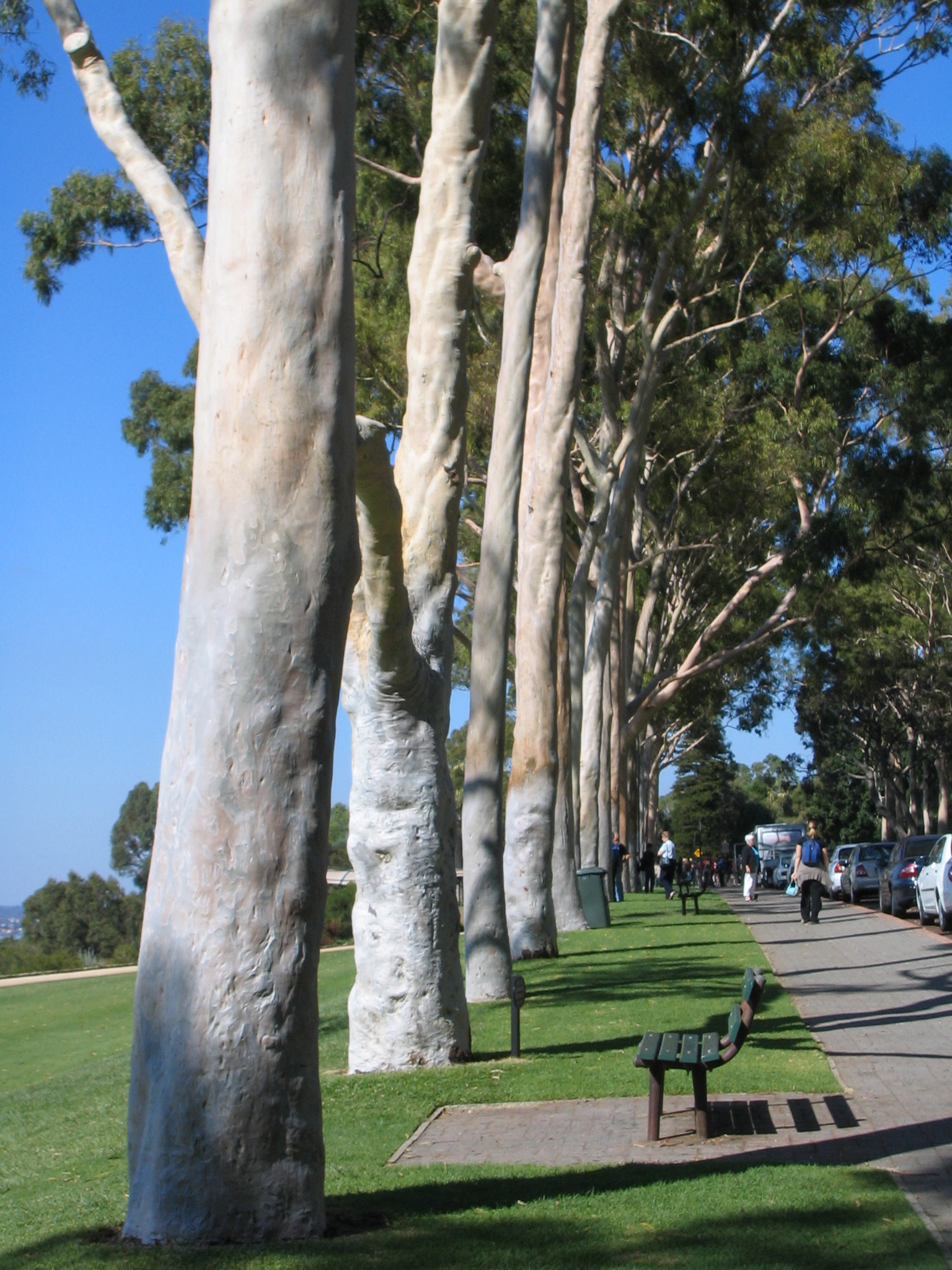
Espécime maduro cultivado no Kings Park, Austrália Ocidental, fora de sua área nativa, demonstrando seu uso paisagístico.

C. citriodora é uma das espécies de eucalipto mais plantadas no Brasil.

### Implantação e Crescimento
A espécie adapta-se bem a latossolos e solos arenosos de cerrado. O plantio é feito por mudas clonais ou de sementes, com espaçamento que varia com o objetivo: mais adensado para biomassa e óleo (ex: 3x2 m) e mais espaçado para madeira serrada (ex: 3x3 m ou 4x3 m). A rotação (ciclo de corte) varia de 4 a 7 anos para óleo e celulose, e de 12 a 20 anos para madeira sólida.

### Manejo de Talhadia (Coppicing)
Graças ao seu lignotúber, C. citriodora rebrota vigorosamente após o corte, permitindo o manejo em regime de talhadia. Após o primeiro corte (alto fuste), os brotos que surgem da cepa (toco) são manejados para um novo ciclo. Tipicamente, de 2 a 3 brotos mais vigorosos são selecionados por cepa, e os demais são eliminados (desbaste de brotos). Este sistema permite múltiplas colheitas da mesma área plantada sem a necessidade de replantio, reduzindo custos e sendo amplamente usado para produção de carvão vegetal e biomassa para energia.

### Exigências Nutricionais e Fisiológicas
A produtividade é maximizada com fertilização adequada. A espécie é particularmente sensível à deficiência de Boro (B), que causa a morte do broto apical, resultando em bifurcações e troncos tortuosos ("morte de ponteiro").

### Pragas e Doenças
- Cancro do eucalipto (Cryphonectria cubensis): Uma das doenças mais severas, causa lesões cancerosas no tronco.
- Ferrugem do eucalipto (Puccinia psidii): Ataca folhas e brotos jovens.
- Psilídeo-de-concha (Glycaspis brimblecombei): Inseto sugador. O controle biológico com a vespa Psyllaephagus bliteus é altamente eficaz.
- Formigas cortadeiras (gêneros Atta e Acromyrmex): Principal praga no estabelecimento dos plantios.

## Aplicações e Importância Econômica

### Madeira de Alto Valor
A madeira de C. citriodora é classificada como muito pesada, dura e resistente.
- Densidade: Varia de 900 a 1100 kg/m³ a 12% de umidade.
- Dureza Janka: Aproximadamente 11.250 N (2.530 lbf), comparável ao Ipê.[19]
- Durabilidade: Classe 1 (muito durável), com alta resistência a fungos e cupins.[20]
- Aplicações: Construção pesada, dormentes, postes, mourões, pisos, decks, cabos de ferramentas, e mobiliário. Também é um excelente carvão vegetal.

### Óleo Essencial e o Repelente PMD
A principal aplicação biotecnológica é a produção de óleo essencial.
- Extração e Conversão para PMD: O óleo bruto (rico em citronelal) é extraído por destilação por arraste a vapor. Este óleo é então purificado e o citronelal é convertido em p-Menthane-3,8-diol (PMD) através de uma reação de ciclização catalisada por ácido.[21]
- Eficácia como Repelente: O PMD é um dos poucos repelentes de origem botânica recomendados pelo CDC e pela EPA, com eficácia comparável ao DEET contra mosquitos e carrapatos.[21]

### Mercado Global
O mercado global de óleo de eucalipto-limão e seu derivado PMD é robusto e crescente, impulsionado pela demanda por produtos "naturais" e eficazes. O Brasil e a China dominam a produção do óleo bruto. O mercado de PMD como ingrediente ativo para repelentes é avaliado em dezenas de milhões de dólares anualmente, com os principais consumidores na América do Norte e Europa.

## Impactos Ambientais e Sociais

### Consumo Hídrico
Como outras espécies de eucalipto de rápido crescimento, as plantações de C. citriodora possuem um alto consumo de água. Em regiões com déficit hídrico, monoculturas extensas podem impactar a disponibilidade de água em lençóis freáticos e cursos d'água locais, gerando debates sobre o manejo sustentável e o zoneamento ecológico-econômico para o plantio.

### Impacto Socioeconômico no Brasil
A silvicultura de C. citriodora é um importante motor econômico no Brasil rural, gerando empregos diretos e indiretos no plantio, manejo, colheita e processamento industrial (serrarias, carvoarias, destilarias de óleo). Grandes empresas do setor florestal e pequenas propriedades rurais se beneficiam da cadeia produtiva. No entanto, a expansão da monocultura também levanta questões sobre concentração de terras, perda de biodiversidade em comparação com ecossistemas nativos, e a necessidade de modelos de produção mais integrados, como os sistemas agroflorestais.

### Potencial Invasor
Fora de sua área nativa, a espécie possui potencial para se tornar espécie invasora, especialmente em ecossistemas com condições climáticas e de solo similares às de Queensland. Sua capacidade de rápido crescimento e produção de sementes pode levar à supressão da vegetação nativa. Há registros de seu caráter invasor em países como a África do Sul.